# ヤニス・ローゼンタールズ
ヤニス・ローゼンタールズ（ラトビア語: Janis Rozentāls, 1866年3月18日   – 1916年12月26日）は、ラトビアの画家。

## 略歴
現在のラトビアのサルドゥスの鍛冶屋の息子に生まれた。学費の不足のため14歳で学校をやめ、リガで様々な仕事をした後、Jūliuss Celēvičsという画家の弟子になった。1885年から1888年の間、リガの工芸学校で学び、1888年にサンクトペテルブルクの美術学校に出展した作品が銀メダルを受賞した。サンクトペテルブルクの美術学校に1894年まで学び、しばらくサンクトペテルブルクで過ごした後、フランスやオーストリアで修業した。
。
1900年にラトビアに帰国し、フィンランド生まれの歌手の Elli Forsellと知り合い。1903年にヘルシンキで結婚した。1914年まではラトビアで美術教師をし雑誌に美術記事を執筆した。第一次世界大戦でリガが戦場になったのでヘルシンキに家族と移るがヘルシンキで病に倒れ1916年12月に死去した。1920年になってリガに葬られ、リガの邸は後に美術館となった。

## 作品

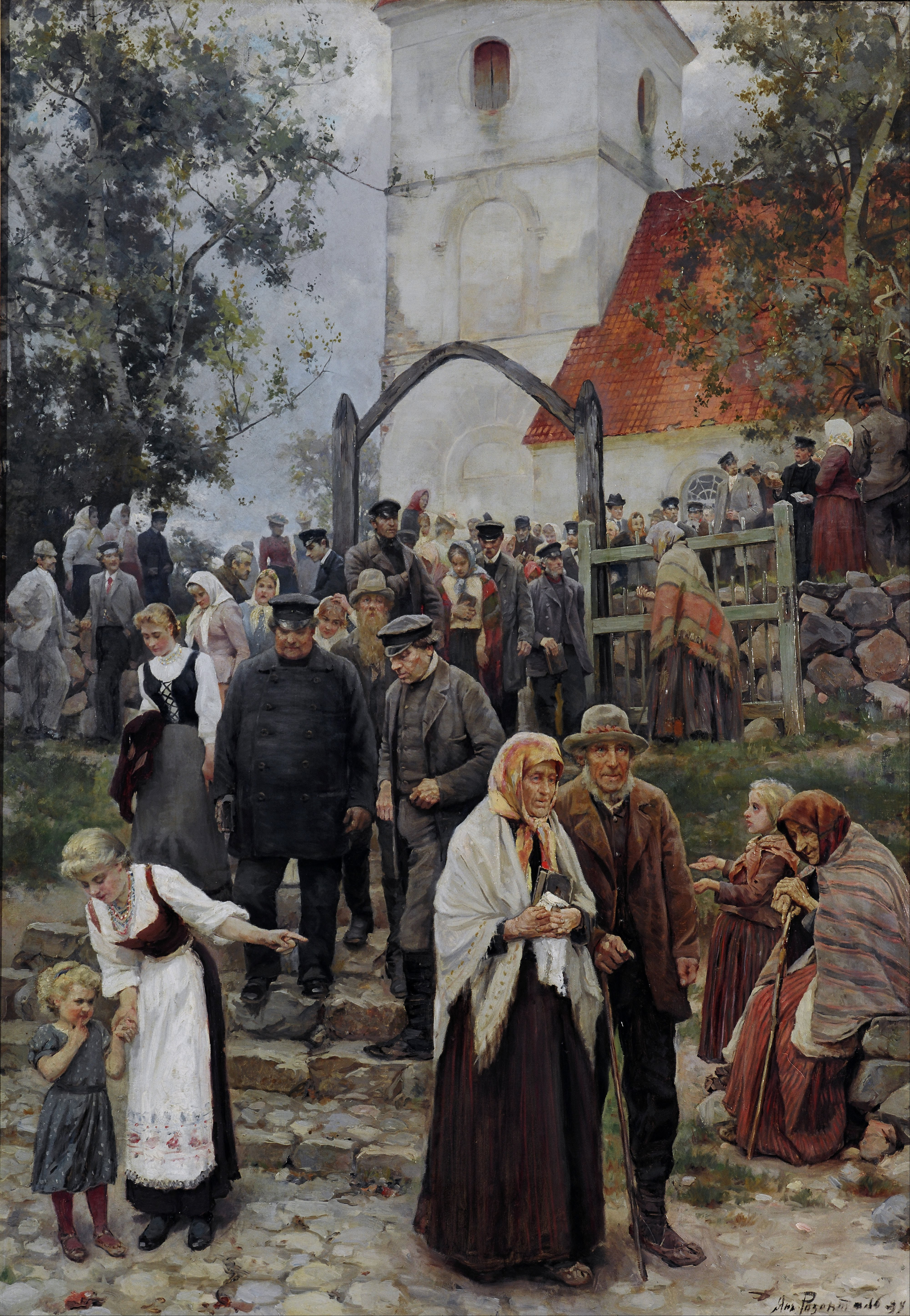
礼拝の後 (1894)
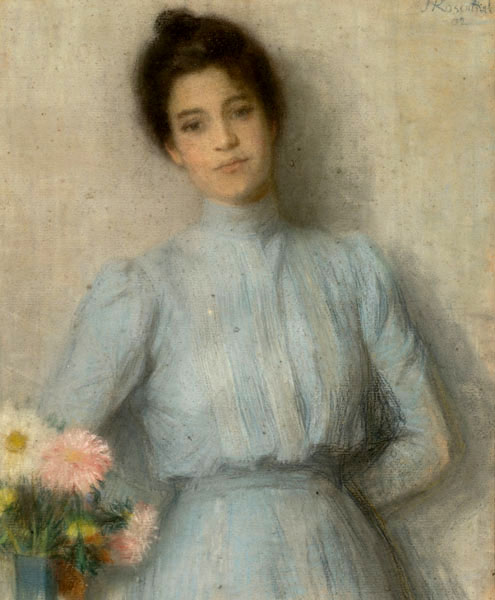
(1902)
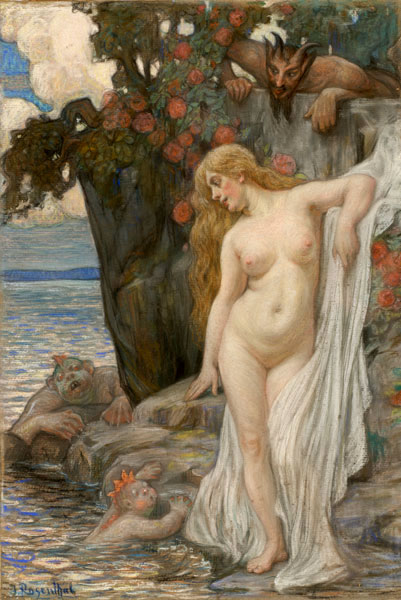
(1907)
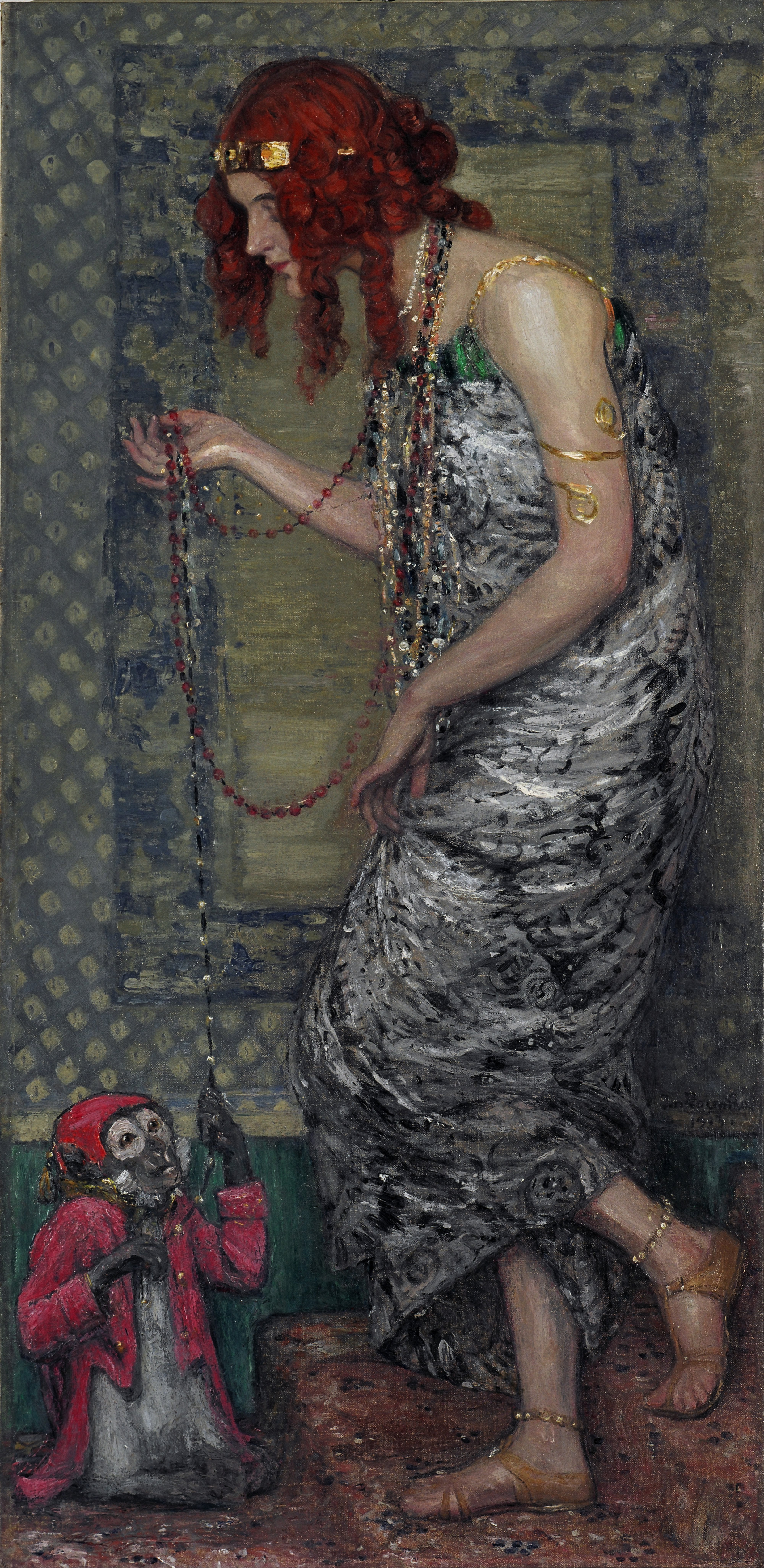
プリンセスと猿 (1913)

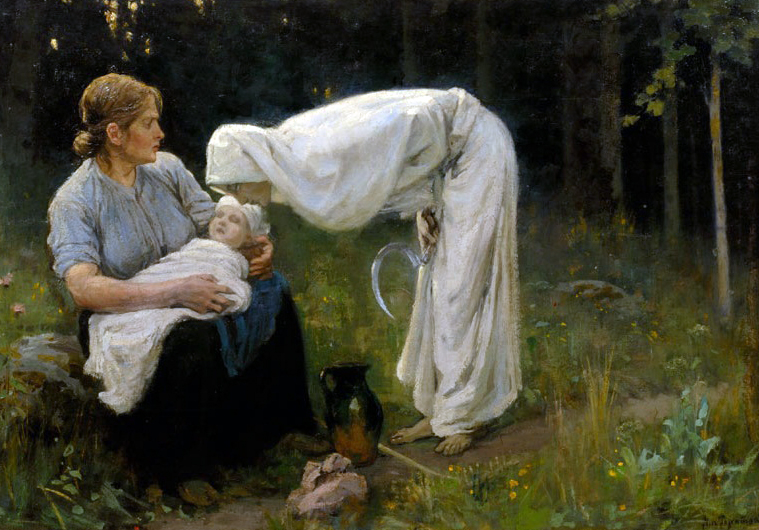
(1897)
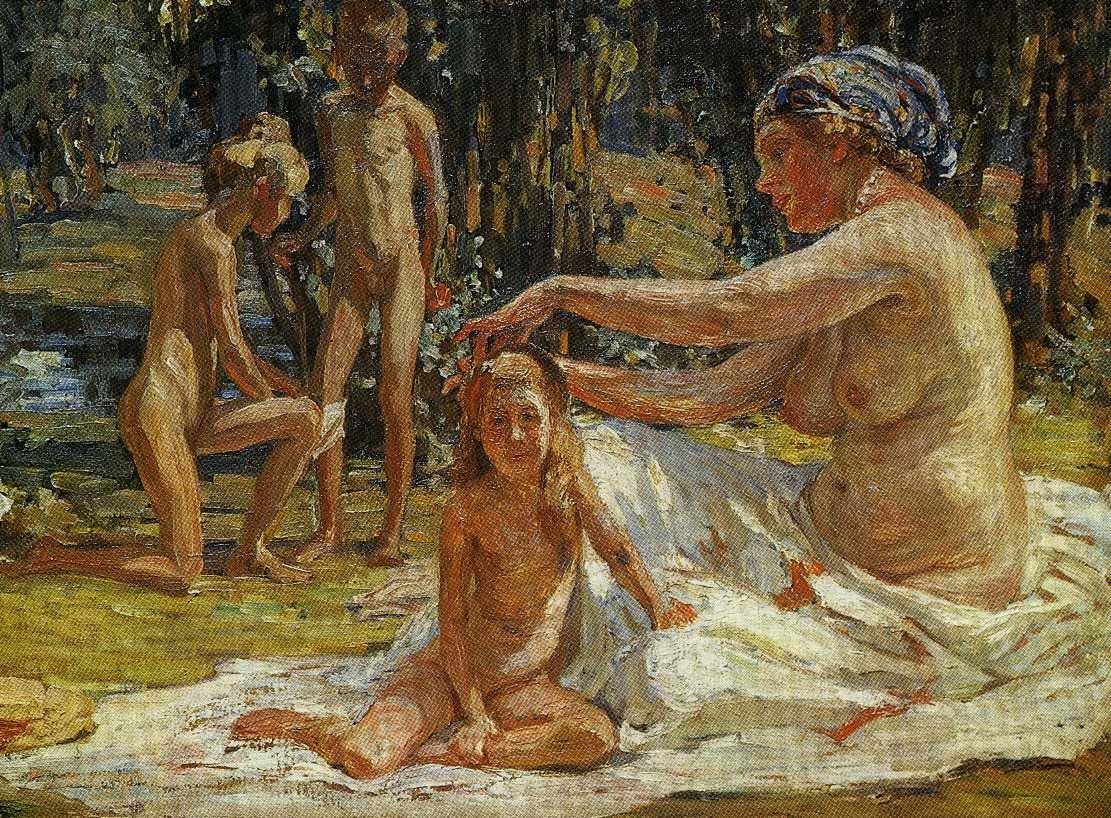
(1913)
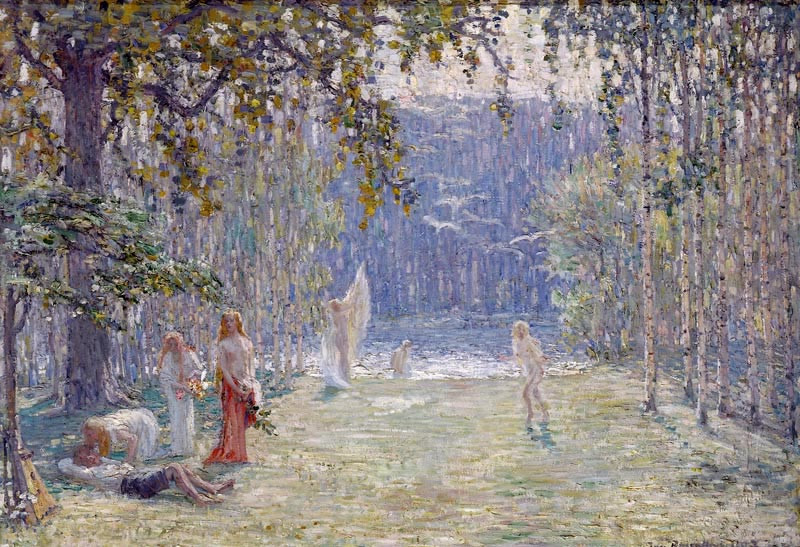
(c.1912)